# Barkochba
A barkochba (gyakran egyszerűsödött ejtéssel: barkóba) egy szóbeli játék, amelynek során egy (vagy több) játékosnak eldöntendő kérdéseket feltéve kell rájönni egy szóra vagy kifejezésre, amit egy (vagy több) másik játékos gondolt.

## A játék leírása
A barkochbát alapesetben ketten játsszák: az egyik „gondol” valamire, a másik kitalálja, azaz kibarkochbázza ezt a valamit. Gondolni voltaképpen bármire lehet: élő, valaha élt vagy kitalált személyekre és más élőlényekre, konkrét tárgyra vagy tárgyak fajtájára, illetve konkrét vagy elvont fogalmakra. Amikor a „gondoló” fél eldöntötte, mi lesz a feladvány, akkor közli: „Gondoltam!” Ekkor kezdetét veszi a játék.
A kitaláló fél korlátlan számban tehet fel bármilyen eldöntendő kérdést – vagyis bármit kérdezhet, amire a másik az „Igen” vagy a „Nem” válaszok valamelyikével válaszolhat. A barkochba szigorú szabályai szerint kizárólag e két válasz megengedett – a könnyített változatokról lásd a „Változatok” szakaszban. A gondoló fél kötelessége, hogy legjobb tudása szerint és őszintén válaszoljon. A kitaláló fél egyetlen kötöttsége, hogy a játék folyamán mindössze egyszer élhet az ún. rákérdezés lehetőségével: a játék végén. A rákérdezés azt jelenti, hogy kimondja azt a szót vagy kifejezést, amiről az eddigi kérdésekre kapott válaszok alapján úgy véli, hogy a másik gondolt. Ekkor két eset lehetséges:
1. Ha a rákérdezés helyes volt, a kitaláló nyer.
2. Ha hibásan kérdezett rá, vagyis amit kimondott nem egyezik meg a feladvánnyal, a gondoló fél nyer.

A játék mindkét esetben véget ér.
Előfordul, hogy a kitalálónak nincs több ötlete: nem tud annyit, hogy rákérdezzen, de ötlete sincs további releváns kérdésre. Ekkor feladhatja a játékot, hagyományosan a „Szabad a gazda!” fordulattal.

## Változatok

### A játék menete csoportban
Társaságban mind a gondoló, mind a kitaláló fél szerepében lehet egyszerre több személy.
Első esetben egyvalakit kiküldenek a szobából, a többiek pedig megállapodnak a kitalálandó kifejezésben. Amikor a kitaláló bejön, a helyi szabályoknak megfelelően vagy sorra teszi fel a kérdéseit, mindig a következő embernek, vagy a társaság egészének címezi, és bárki válaszolhat. Ez a változat kifejezetten alkalmas a hangulat élénkítésére, különösen amikor a kórusban érkező válaszok között egyszerre szerepel „Igen” és „Nem”, mert a játékosok másként értelmezték a kérdést, vagy épp eltérő véleményen, illetve ismeret birtokában vannak a választ illetően.
Második esetben egyvalaki gondol, a többiek kérdeznek. Ekkor is elképzelhető mind az egyenkénti, mind a közös kérdezés. Az egyenkénti kérdezés szigorú fegyelmet követel; ilyenkor a játék élvezetén kívül lényeges szempont, hogy végül ki találja ki a megoldást, mert a következő körben ő fog gondolni.

### Nehezítések
- A kitaláló fél csak bizonyos számú kérdést tehet fel, például húszat, és utána rá kell kérdeznie, vagy feladnia, ha addig nem találta ki.
- Csak bizonyos idő áll rendelkezésre (pl. 5 perc), amíg a kérdéseket fel lehet tenni, illetve gondolkodni a megfejtésen.

### Könnyítések
A barkochba szigorú szabályrendszerének falán számos rést üt a gyakorlat.

#### Alternatív válaszok
Az „Igen”-hez és „Nem”-hez való szigorú ragaszkodás könnyen élvezhetetlenné teheti a játékot. Ezért többnyire engedélyeznek más válaszokat is. A leggyakoribbak a következők:

##### „Is”
Gyakran előfordul, hogy a feltett kérdésre adott igenlő válasz nem fedi a teljes igazságot. Ha a feladvány pl. az, hogy „üdítőitalos doboz”, akkor arra a kérdésre, hogy vajon fémből van-e, a szigorú szabályok szerint igennel kéne válaszolni, hiszen az üdítőitalos doboznak lehet fém is az alkotó eleme. A kitaláló ilyenkor továbbkérdez:
```
– Csak fémből van?
– Nem.
– Papírból is?
– Igen.
– Csak fémből és papírból?
– Nem.
– Műanyagból is?
– Igen.
– Csak fémből és papírból és műanyagból?
```

És így tovább. A szigorú szabályok alapján voltaképpen (kevés kivétellel) minden egyes igenlően megválaszolt kérdés után meg lehetne ismételni a kérdést: „Csak…?” E megoldás alkalmazása a játék időtartamát gyakorlatilag megduplázná, és nem élvezetesebbé, csupán mechanikusabbá tenné. Ezért engedélyezett többnyire az „Is” válasz.

##### „Nem jellemző”
A vakon tapogatózás fázisában könnyen föltehet a kitaláló irreleváns kérdést, amelyet ő maga relevánsnak hisz. Mivel a játék célja nem az, hogy a teljes játékidő minél hosszabb legyen, hanem – mint minden játékban – az, hogy a résztvevők jól érezzék magukat, így a gondoló fél megóvhatja a kitalálót attól, hogy időtlen időkig vakvágányon tévelyegjen.
Tegyük fel, hogy a kitaláló annyit már tud, hogy a feladvány egy tévésorozat.
```
– Az X tévé játssza?
– Nem jellemző.
```

A feladvány történetesen ez esetben például a „Columbo” sorozat. Ezt a játék tényleges pillanatában lehet, hogy valóban az X adón szokták adni, de az is lehet, hogy az Y-on. A kitalálás szempontjából valójában ez mindegy, hiszen amíg sorozatnak valóban sok fontos vonása van, addig teljesen esetleges, hogy épp melyik adó sugározza.

##### „Nem tudom”
Ez is lehetséges, mivel a feladvány számos olyan tulajdonsággal bírhat, amelyekről a gondolónak nincs teljes körű tudomása. Amennyiben a kitaláló olyasvalamire kérdez, ami adott esetben valóban közelebb segíthetné a megoldáshoz, de a gondoló nem ismeri rá a választ, akkor az egyetlen korrekt megoldás, ha megmondja:
```
– Nem tudom.
```

Persze a túl sok „Nem tudom” élvezhetetlenné teszi a játékot. Nagy kísértés lehet, hogy valaki „valami igazán nehezet” adjon fel, és gondol egy bonyolult hangzású műszaki, filozófiai, orvosi vagy egyéb kifejezésre, amit tényleg nehéz kitalálni – leginkább azért, mert a gondoló nem mérte fel, hogy jóformán egyetlen releváns kérdésre sem fog tudni válaszolni. Ez a szempont megfontolandó a kevéssé bonyolult feladványok esetében is: célszerű, ha valaki csak akkor adja fel például József Attilát, ha legalább nagy vonalakban tisztában van a költő életével és munkásságával.

#### Közelítő megoldás elfogadása
A szigorú szabály szerint a rákérdezésnek pontosan meg kell egyeznie a feladott kifejezéssel. Banális példával: ha valaki azt adta fel, hogy „kutya”, akkor nem fogadható el megoldásként az, hogy „eb”. A könnyített verzióban nem a betű szerinti egyezésen van a hangsúly, hanem a fogalmi megfelelésen. Végső soron elfogadható megoldás lehet a következő is:
```
– Na, pedig tudom… Az a költő, aki a Talpra magyart írta, és aki Segesvárnál esett el, ha ugyan nem került Szibériába… Ejnye, nem ugrik be a neve…!
```

#### Több rákérdezés
Szemben a szigorú szabállyal, a játékosok megállapodhatnak egynél több rákérdezési lehetőségben. Akár abban is, hogy a sokadik hibás rákérdezés sem számít vereségnek (csupán játékrontásnak).

#### Szűkített értelmezési tartomány
Elsősorban gyerekekkel való játékban jelenthet könnyítést, ha behatároljuk a gondolható fogalmak körét, például csak élő személyekre lehet gondolni, vagy éppen csak a szobában lévő tárgyakra. Kollégák vagy azonos érdeklődésű játékosok bármilyen más szűkítésben megállapodhatnak, így például akár kizárólag ballábas futballistákra, vagy a 18. században megfogalmazott matematikai tételekre gondolhatnak.

#### Összefoglalás
Ha a kitaláló szemlátomást elakad, a gondoló segíthet összefoglalni azt, amit korábban már kitalált. Ez többnyire úgy történik, hogy a kitaláló hangosan gondolkodva felsorolja, mi mindent tud már. S ha valami fontosat kifelejt, a gondoló figyelmeztetheti:
```
– Azt is tudod róla, hogy nem természetes halállal halt meg!
– Ja, tényleg…
```

## Az elnevezés eredete
A legenda szerint Simon Bar Kohba elé vittek egy kirabolt és megcsonkított embert. A rablók a szerencsétlennek a nyelvét is kivágták, hogy ne vallhasson ellenük. Bar Kohba azonban olyan kérdéseket tett fel, amelyekre az áldozat egyszerű biccentéssel vagy fejrázással felelhetett. Így kiderült, hogy a tettesek az áldozat bátyjai voltak, akiket aztán el is fogtak, és elnyerték megérdemelt büntetésüket. Ennek azonban semmilyen történelmi alapja nincsen, és az elnevezés csak 1910 körül bukkan fel Budapesten, míg maga játék sokkal korábbi, Magyarországon már 1833-ban is tesznek róla említést.

## Érdekességek
- Karinthy Frigyes köztudottan verhetetlen volt a játékban.[2][3]
- A barkochba elnevezés magyar specialitás. Angol nyelvterületen a játékot Twenty Questions („húsz kérdés”) néven ismerik, és sok más nyelveken is hasonló elnevezést kapott. Ennek megfelelően azzal a szigorítással játsszák, hogy a válaszhoz legfeljebb húsz kérdésből kell eljutni.[4]